# گوستاوو آدولفو اسپینا سالگوئرو
گوستاوو آدولفو اسپینا سالگوئرو (انگلیسی: Gustavo Adolfo Espina Salguero; ۲۶ نوامبر ۱۹۴۶ – ۲۳ اکتبر ۲۰۲۴) سیاست‌مدار اهل گواتمالا بود. وی از ۱ ژوئن ۱۹۹۳ تا ۵ ژوئن ۱۹۹۳ رئیس‌جمهور موقت این کشور بود.
اسپینا سالگوئرو در ۲۳ اکتبر ۲۰۲۴، در سن ۷۷ سالگی درگذشت.